# Tixcancal
Tixcancal es una localidad en el municipio de Tizimín, estado de Yucatán, en México.

## Toponimia
El nombre (Tixcancal) proviene del idioma maya.

## Demografía
Según el censo de 2010 realizado por el INEGI, la población de la localidad era de 2165 habitantes.